# Scolopopleura monacantha
Scolopopleura monacantha är en mångfotingart som beskrevs av Carl Graf Attems 1937. Scolopopleura monacantha ingår i släktet Scolopopleura och familjen Chelodesmidae. Inga underarter finns listade i Catalogue of Life.